# مهدی طائب
مهدی طائب (زادهٔ تیر ۱۳۳۸) روحانی ایرانی و رئیس شورای قرارگاه راهبردی عمار است (این قرارگاه بعد از انتخابات ۱۳۸۸ برای مقابله با جنگ نرم تشکیل شده است). او داماد غلامحسین حقانی و برادر حسین طائب (رئیس سابق سازمان اطلاعات سپاه) و برادر علی طائب (روحانی شیعه و از رزمندگان دفاع مقدس در ستاد کل فرماندهی جنگ و نماینده سابق ولی فقیه) است. وی از منتقدین جریان‌هایی از قبیل اصلاح‌طلبان و جریان انحرافی است. طائب علاوه برداشتن برخی سوابق امنیتی، در لشکر ۲۷ محمد رسول‌الله و واحد طرح و برنامه شورای عالی حوزه علمیه قم هم دارای مسئولیت بوده است.
وی در سال ۱۳۵۳ تحصیلات حوزوی‌اش را در حوزهٔ علمیهٔ قم آغاز کرد. او طی جنگ ایران و عراق فعال بود و از فعالان پژوهش و دفاع از انقلاب اسلامی است. عمدهٔ فعالیت‌های وی در قالب نقد مخالفان یا منتقدان نظام یا بعضی سران اصلاح‌طلبان است.
طائب که در دوره ریاست‌جمهوری سید محمد خاتمی به لبنان سفر کرده و برای گروه‌های مسلح مخالف اسرائیل سخنرانی کرده است. او همچنین سخنرانی‌های زیادی دربارهٔ تاریخ تطبیقی اسلام دارد. او یکی از نویسندگان کتاب تبار انحراف است.
او در ۲۶ بهمن ۱۳۹۱ در اظهار نظری که در رسانه‌ها بازتاب زیادی پیدا کرد سوریه را سی‌وپنجمین استان ایران و استانی استراژیک دانست و گفت: «اگر دشمن به ما هجوم کند و بخواهد سوریه یا خوزستان را بگیرد اولویت با این است که ما سوریه را نگه داریم. چون اگر سوریه را نگه داریم می‌توانیم خوزستان را هم پس بگیریم. اما اگر سوریه را از دست بدهیم تهران را هم نمی‌توانیم نگه داریم».
طائب در ۲۹ آذر ۱۳۹۴ برای شرکت در پنجمین دورهٔ انتخابات مجلس خبرگان رهبری ثبت نام کرد. اما صلاحیت وی به دلیل عدم شرکت در آزمون خبرگان از سوی شورای نگهبان احراز نشد.